# My World (Justin Bieber)
My World is het eerste album van Justin Bieber. Het is een album in twee delen; het eerste deel werd via Island Records uitgebracht op 13 november 2009 in Nederland en het tweede deel My World 2.0 volgt in maart 2010. Tijdens de eerste week werden van het eerste deel 137.000 exemplaren verkocht in Amerika, waardoor het album op de zesde plaats binnenkwam in de Billboard 200.

## Singles
- One Time was de eerste single van het album en kwam uit op 7 juli 2009 in de V.S. In Nederland kwam de single uit op 12 december 2009.
- One Less Lonely Girl was de tweede single van het album en kwam op 6 oktober 2009 op iTunes uit in Nederland.
- Love Me was de derde single van het album en was alleen verkrijgbaar via iTunes vanaf 26 oktober 2009 in Nederland. Het nummer bevat stukjes uit het nummer Lovefool van The Cardigans.
- Favorite Girl was de vierde en laatste single van het album en was ook alleen verkrijgbaar via iTunes vanaf 3 november 2009 in Nederland.

### Singles met hitnoteringen in Nederland/Vlaanderen
| Single met eventuele hitnotering(en) in de Nederlandse Top 40 | Datum van verschijnen | Datum van binnenkomst | Hoogste positie | Aantal weken | Opmerkingen              |
| ------------------------------------------------------------- | --------------------- | --------------------- | --------------- | ------------ | ------------------------ |
| One time                                                      | 2009                  | 12-12-2009            | tip13           | -            | nr. 74 in Single Top 100 |

| Single met hitnotering(en) in de Vlaamse Ultratop 50 | Datum van verschijnen | Datum van binnenkomst | Hoogste positie | Aantal weken | Opmerkingen |
| ---------------------------------------------------- | --------------------- | --------------------- | --------------- | ------------ | ----------- |
| One less lonely girl                                 | 2009                  | 10-10-2009            | tip25           | -            |             |
| One time                                             | 2009                  | 07-11-2009            | tip12           | -            |             |

## Tracklist
| Nr. | Titel                       | Duur |
| --- | --------------------------- | ---- |
| 1   | One Time                    | 3:35 |
| 2   | Favorite Girl               | 4:16 |
| 3   | Down to Earth               | 4:05 |
| 4   | Bigger                      | 3:17 |
| 5   | One Less Lonely Girl        | 3:49 |
| 6   | First Dance (met Usher)     | 3:42 |
| 7   | Love Me                     | 3:12 |
| 8   | Common Denominator (iTunes) | 4:02 |

## Hitnotering

### NederlandseAlbum Top 100
| Hitnotering: (Week 1 t/m 19) 21-11-2009 t/m 27-03-2010 Hitnotering: (Week 20) 08-05-2010 | Hitnotering: (Week 1 t/m 19) 21-11-2009 t/m 27-03-2010 Hitnotering: (Week 20) 08-05-2010 | Hitnotering: (Week 1 t/m 19) 21-11-2009 t/m 27-03-2010 Hitnotering: (Week 20) 08-05-2010 | Hitnotering: (Week 1 t/m 19) 21-11-2009 t/m 27-03-2010 Hitnotering: (Week 20) 08-05-2010 | Hitnotering: (Week 1 t/m 19) 21-11-2009 t/m 27-03-2010 Hitnotering: (Week 20) 08-05-2010 | Hitnotering: (Week 1 t/m 19) 21-11-2009 t/m 27-03-2010 Hitnotering: (Week 20) 08-05-2010 | Hitnotering: (Week 1 t/m 19) 21-11-2009 t/m 27-03-2010 Hitnotering: (Week 20) 08-05-2010 | Hitnotering: (Week 1 t/m 19) 21-11-2009 t/m 27-03-2010 Hitnotering: (Week 20) 08-05-2010 | Hitnotering: (Week 1 t/m 19) 21-11-2009 t/m 27-03-2010 Hitnotering: (Week 20) 08-05-2010 | Hitnotering: (Week 1 t/m 19) 21-11-2009 t/m 27-03-2010 Hitnotering: (Week 20) 08-05-2010 | Hitnotering: (Week 1 t/m 19) 21-11-2009 t/m 27-03-2010 Hitnotering: (Week 20) 08-05-2010 | Hitnotering: (Week 1 t/m 19) 21-11-2009 t/m 27-03-2010 Hitnotering: (Week 20) 08-05-2010 | Hitnotering: (Week 1 t/m 19) 21-11-2009 t/m 27-03-2010 Hitnotering: (Week 20) 08-05-2010 | Hitnotering: (Week 1 t/m 19) 21-11-2009 t/m 27-03-2010 Hitnotering: (Week 20) 08-05-2010 | Hitnotering: (Week 1 t/m 19) 21-11-2009 t/m 27-03-2010 Hitnotering: (Week 20) 08-05-2010 | Hitnotering: (Week 1 t/m 19) 21-11-2009 t/m 27-03-2010 Hitnotering: (Week 20) 08-05-2010 | Hitnotering: (Week 1 t/m 19) 21-11-2009 t/m 27-03-2010 Hitnotering: (Week 20) 08-05-2010 | Hitnotering: (Week 1 t/m 19) 21-11-2009 t/m 27-03-2010 Hitnotering: (Week 20) 08-05-2010 | Hitnotering: (Week 1 t/m 19) 21-11-2009 t/m 27-03-2010 Hitnotering: (Week 20) 08-05-2010 | Hitnotering: (Week 1 t/m 19) 21-11-2009 t/m 27-03-2010 Hitnotering: (Week 20) 08-05-2010 | Hitnotering: (Week 1 t/m 19) 21-11-2009 t/m 27-03-2010 Hitnotering: (Week 20) 08-05-2010 | Hitnotering: (Week 1 t/m 19) 21-11-2009 t/m 27-03-2010 Hitnotering: (Week 20) 08-05-2010 | Hitnotering: (Week 1 t/m 19) 21-11-2009 t/m 27-03-2010 Hitnotering: (Week 20) 08-05-2010 |
| Week                                                                                     | 01                                                                                       | 02                                                                                       | 03                                                                                       | 04                                                                                       | 05                                                                                       | 06                                                                                       | 07                                                                                       | 08                                                                                       | 09                                                                                       | 10                                                                                       | 11                                                                                       | 12                                                                                       | 13                                                                                       | 14                                                                                       | 15                                                                                       | 16                                                                                       | 17                                                                                       | 18                                                                                       | 19                                                                                       |                                                                                          | 20                                                                                       |                                                                                          |
| ---------------------------------------------------------------------------------------- | ---------------------------------------------------------------------------------------- | ---------------------------------------------------------------------------------------- | ---------------------------------------------------------------------------------------- | ---------------------------------------------------------------------------------------- | ---------------------------------------------------------------------------------------- | ---------------------------------------------------------------------------------------- | ---------------------------------------------------------------------------------------- | ---------------------------------------------------------------------------------------- | ---------------------------------------------------------------------------------------- | ---------------------------------------------------------------------------------------- | ---------------------------------------------------------------------------------------- | ---------------------------------------------------------------------------------------- | ---------------------------------------------------------------------------------------- | ---------------------------------------------------------------------------------------- | ---------------------------------------------------------------------------------------- | ---------------------------------------------------------------------------------------- | ---------------------------------------------------------------------------------------- | ---------------------------------------------------------------------------------------- | ---------------------------------------------------------------------------------------- | ---------------------------------------------------------------------------------------- | ---------------------------------------------------------------------------------------- | ---------------------------------------------------------------------------------------- |
| Nummer                                                                                   | 85                                                                                       | 54                                                                                       | 52                                                                                       | 60                                                                                       | 70                                                                                       | 72                                                                                       | 69                                                                                       | 62                                                                                       | 63                                                                                       | 68                                                                                       | 73                                                                                       | 80                                                                                       | 79                                                                                       | 81                                                                                       | 72                                                                                       | 94                                                                                       | 68                                                                                       | 62                                                                                       | 97                                                                                       | uit                                                                                      | 90                                                                                       | uit                                                                                      |